# 纪尧姆·亨利·杜福尔
纪尧姆·亨利·杜福尔（法語：Guillaume Henri Dufour，法語發音：[ɡijom ɑ̃ʁi dyfuʁ]；1787年9月15日—1875年7月14日），生于德国康斯坦茨，是瑞士近代著名人文主义者、军事家、政治家、制图学家和工程师。
1847年，杜福尔受瑞士邦联（激进－自由派各邦）委托，作为军队最高统帅以迅速而较少伤亡的方式赢的瑞士内战的胜利，奠定了瑞士联邦次年建国的基础。他于1845-1864年绘制的瑞士地形图（杜富尔图）至今是瑞士地图的典范之作。1863年，杜福尔在亨利·杜南的邀请下参与组建了红十字国际委员会并担任首任主席。
1875年，杜福尔于日内瓦逝世。阿尔卑斯山第二高峰、瑞士最高峰杜富尔峰以他命名。